# 克罗斯诺省
克羅斯諾省（województwo krośnieńskie）是波蘭歷史上的一個省，始於1975年。1999年1月1日被併入喀爾巴阡山省。
1998年面積5,702平方公里。人口510,400人。首府克羅斯諾。